# Polisportiva Molinella 1934-1935
Questa pagina raccoglie i dati riguardanti la Polisportiva Molinella nelle competizioni ufficiali della stagione 1934-1935.

## Rosa
| N. |                   | Ruolo | Calciatore         |
| -- | ----------------- | ----- | ------------------ |
|    | Italia (bandiera) | C     | Bertocchi          |
|    | Italia (bandiera) | P     | Antonio Bonzi      |
|    | Italia (bandiera) | A     | Buttazzi           |
|    | Italia (bandiera) | D     | Paolo Carletti     |
|    | Italia (bandiera) | A     | Giuseppe Cosentino |
|    | Italia (bandiera) | D     | Delli              |
|    | Italia (bandiera) | A     | Alfredo Fallavana  |
|    | Italia (bandiera) | A     | Pietro Ferretti    |
|    | Italia (bandiera) | D     | Feroci             |

| N. |                   | Ruolo | Calciatore      |
| -- | ----------------- | ----- | --------------- |
|    | Italia (bandiera) | C     | Evelino Gaiani  |
|    | Italia (bandiera) | D     | Gerrelli        |
|    | Italia (bandiera) | A     | Manfredo Grandi |
|    | Italia (bandiera) | D     | Oddo Guggi      |
|    | Italia (bandiera) | P     | Adelmo Mattioli |
|    | Italia (bandiera) | C     | Sanzio Morara   |
|    | Italia (bandiera) | D     | Walter Spanazzi |
|    | Italia (bandiera) | D     | Tromba          |
|    | Italia (bandiera) | D     | Orlando Zuffa   |